# Alkan Çöklü
Alkan Çöklü (Amsterdam, 28 juli 1994) is een Nederlands acteur en presentator. Hij kreeg bij het grote publiek vooral naamsbekendheid door zijn rol als Amir Nazar in de Nederlandse soap Goede tijden, slechte tijden.

## Levensloop
Çöklü verscheen in 2012 voor het eerst als acteur in Who's in Who's out waar hij de rol van Bo vertolkte. In de jaren die volgden speelde hij enkele gastrollen in series zoals Flikken Rotterdam, Als de dijken breken en Vechtershart. Tevens speelde hij de terugkerende rol van Erdem Yilmaz in de serie Smeris.
In juni 2017 maakte Çöklü zijn intreden in de RTL 4-soap Goede tijden, slechte tijden waar hij tot februari 2021 de rol van Amir Nazar vertolkte.
In het najaar van 2018 vertolkte Çöklü de rol van Louis van der Laan in de korte film No. 8739 van GTST-collega Faye Bezemer die zij maakte voor het 48 Hour Film Project.
In de zomer van 2019 was Çöklü samen met GTST-collega Melissa Drost de hoofdredacteuren van de derde editie van het GTST Magazine. In de jaren die volgde speelde hij mee in verschillende televisieseries en films, waaronder Van der Valk, Expeditie Cupido en Vuur & vlam.

## Privé
Tussen begin 2018 en april 2019 had hij een relatie met GTST-collega Melissa Drost.

## Filmografie

### Film
- 2015: Ik geloof dat ik gelukkig ben'
- 2018: No. 8739, als Louis van der Laan
- 2019: De tand des tijds, als sultan (stemrol)
- 2019: Bullshit, als knappe man
- 2021: Funda, als preker
- 2021: Bes, als Groom
- 2021: De dansende man, als verpleger
- 2022: Rheingold, als Özcan
- 2022: Piece of My Heart, als Joshua
- 2024: Expeditie Cupido, als Kahnil
- 2024: Vuur & vlam, als Vince
- 2025: Red Flags, als Melvin

### Televisie

#### Als acteur
- 2012: Who's in Who's out, als Bo
- 2016: Flikken Rotterdam, als Cahit Eftic
- 2016: A'dam - E.V.A., als ambulancebroeder
- 2016: Als de dijken breken
- 2017: Smeris, als Erdem Yilmaz
- 2017: Vechtershart
- 2017-2021: Goede tijden, slechte tijden, als Amir Nazar
- 2021: Flikken Maastricht, als Ozan Sahin
- 2022: Van der Valk, als Yusuf Baykam
- 2022: Der Amsterdam Krimi, als Luka
- 2022: AAP, als Verbeek
- 2022: Dirty Lines, als Andy
- 2023: En nu ben ik verliefd, als Ozcan
- 2024: Onopgelost, als Altan
- 2025: Bennie, als badmeester Martin

#### Overig
- 2016–2017: De Nieuwe Maan
- 2021: Special Forces VIPS, deelnemer